# Artur Kronig

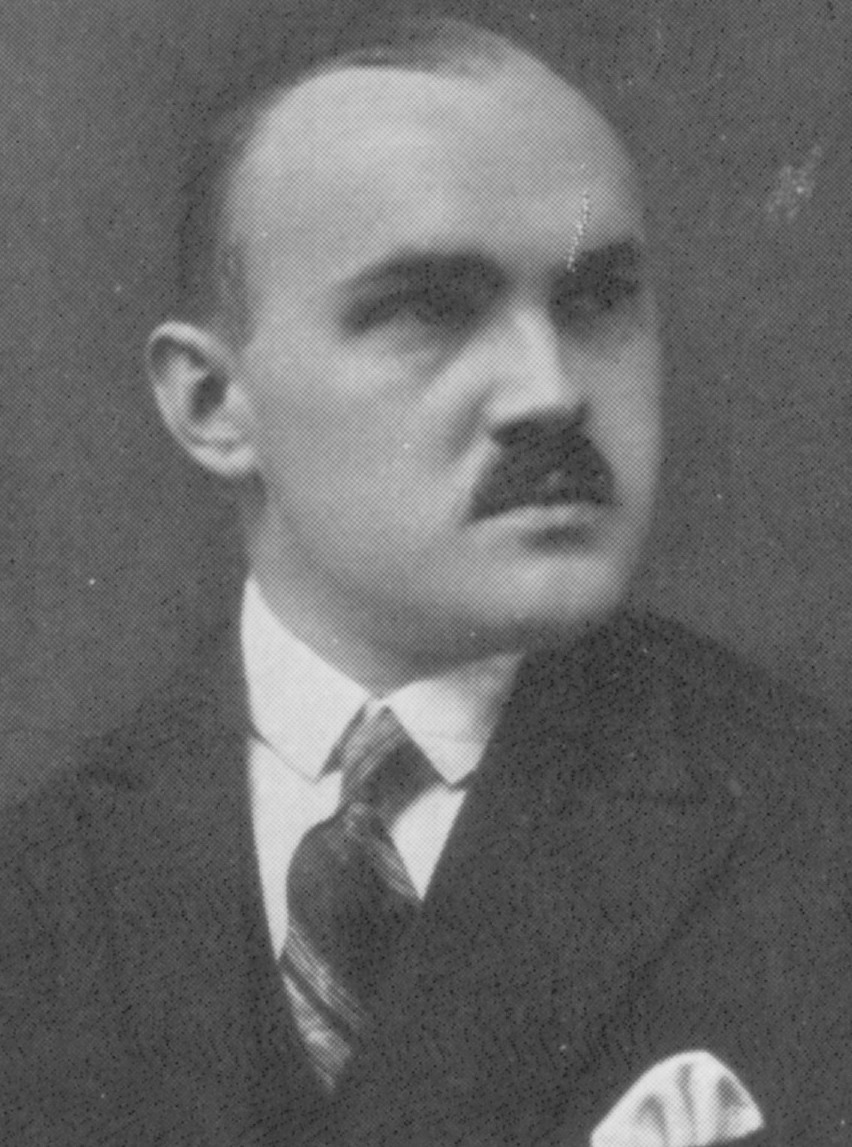
Artur Kronig, um 1930

Artur Kronig (* 1896 in Lodz; † 1953) war ein deutscher Lehrer und Abgeordneter der deutschen Minderheit im polnischen Sejm. 

## Leben
Kronig besuchte die deutsche Volksschule und das deutsche Gymnasium in Lodz. Durch den Ersten Weltkrieg unterbrochen, konnte er erst 1916 sein Abitur ablegen. Er war dann kurzzeitig Lehrer am Gymnasium in Pabianice und begann in Warschau Rechtswissenschaften, Volkswirtschaft und Politik zu studieren. 1918 trat er freiwillig in ein polnisches Schützenregiment ein, dem er bis 1921 angehörte. Anschließend wurde er Mitarbeiter bei der „Lodzer Freien Presse“. Hier begann sein Interesse an der Arbeiterbewegung. Er zählte zu den Mitbegründern der Deutschen Arbeitspartei, in der er auch verschiedene Funktionen übernahm. Außerdem gab er die Zeitungen „Die Arbeit“ und „Freiheit“ heraus.
1922 wurde Kronig für die Minderheitenliste in Lodz in den polnischen Sejm gewählt, wo er zu einem der Hauptredner der Deutschen Fraktion wurde. Später wurde er auf der Liste der Sozialdemokratischen Partei in Lodz in den Sejm gewählt.
Kronig war auch Hauptschriftleiter der „Lodzer Volkszeitung“.